# Microphysetica
Microphysetica là một chi bướm đêm thuộc họ Crambidae.

## Các loài
- Microphysetica ambialis (Schaus, 1924)
- Microphysetica hermeasalis (Walker, 1859)
- Microphysetica peperita Hampson, 1917
- Microphysetica rufitincta (Hampson, 1917)